# Onthophagus royi
Onthophagus royi là một loài bọ cánh cứng trong họ Bọ hung (Scarabaeidae).